# Área de livre comércio

Nafta (atual USMCA) é um exemplo de uma área de livre comércio entre os países da América do Norte.

Dá-se o nome de área de livre comércio ou zona de livre comércio a um grupo de países que concordaram em eliminar as tarifas, quotas e preferências que recaem sobre a maior parte dos (ou todos os) bens importados e exportados entre aqueles países. O propósito da área de livre comércio é estimular o comércio entre os países participantes por meio da especialização, da divisão do trabalho e da vantagem comparativa.
A área de livre comércio costuma ser vista como um passo para a instituição de uma união aduaneira. Diferencia-se desta última pela inexistência de uma política comercial comum (como, por exemplo, uma tarifa externa comum), adotada por todos os países participantes e válida para as importações provenientes de fora da área.
As áreas de livre comércio são criadas por meio de acordos de livre comércio (ALCs) entre dois ou mais Estados.
Existem diversas modalidades de Zonas Livres de Comércio:
- "União Aduaneira" - Adoção de uma tarifa externa comum e a livre circulação das mercadorias oriundas dos países associados.[5][4]
- "Mercado Comum" - Elimina tarifas alfandegárias e permite a livre circulação de pessoas, capital e mão-de-obra entre os países membros.[6]
- "União Econômica e Monetária" - Elimina tarifas alfandegárias, permite livre-circulação de cidadãos dos países membros e unifica a moeda em circulação entre esses países. Ex.: União Europeia.[7]